# Joey Kramer

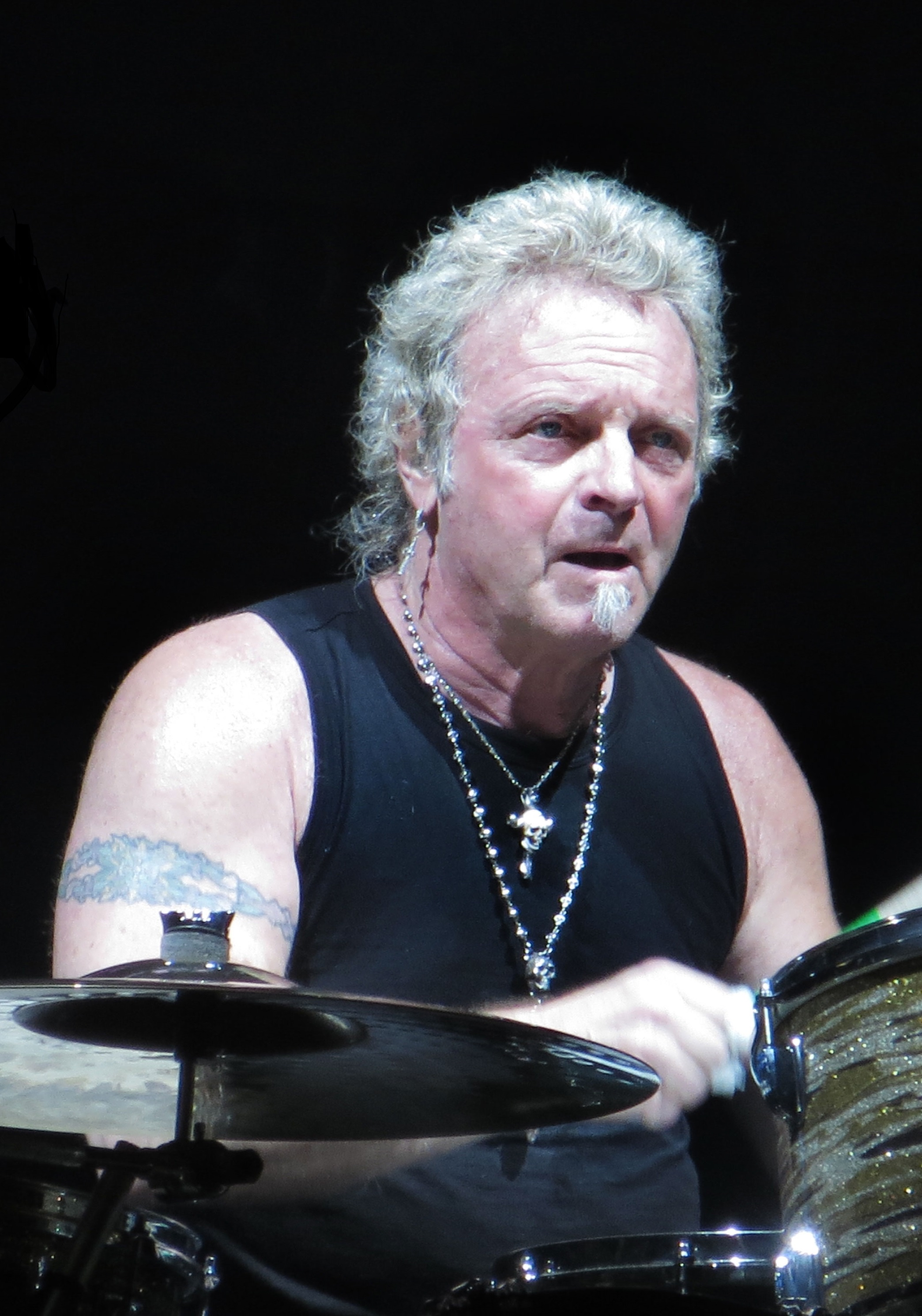
Joey Kramer 2013 bei einem Aerosmith-Konzert in Caracas

Joseph Michael „Joey“ Kramer (* 21. Juni 1950 in New York City) ist ein US-amerikanischer Musiker. Bekanntheit erlangte er als Schlagzeuger der Rockband Aerosmith.

## Karriere
Kramer besuchte 1970 das renommierte Berklee College of Music in Boston, verließ es jedoch ohne Abschluss. Aus einer losen Bekanntschaft mit Steven Tyler sowie Joe Perry und Tom Hamilton entstand Ende 1970 die Band Aerosmith. Die Idee für den Bandnamen wird Kramer zugeschrieben. 1971 ersetzte Brad Whitford den zweiten Gitarristen Raymond Tabano und vervollständigte somit die bis heute gültige Formation der Band. Während Perry und Whitford die Gruppe 1979 bzw. 1981 vorübergehend für einige Jahre verließen, war Kramer wie Tyler und Hamilton seit der Gründung ohne Unterbrechungen Mitglied von Aerosmith.
2001 wurde Kramer als Mitglied von Aerosmith in die Rock and Roll Hall of Fame aufgenommen.
Kramer verwendet Trommeln der Marke Ludwig-Musser und Becken der Marke Zildjian.

## Privates
Kramer hat einen Sohn und eine Stieftochter aus seiner ersten Ehe (1979–2007) mit April Kramer. Seit 2009 ist er mit Linda Kramer (geb. Linda Pappan) verheiratet und wohnt heute in Georgetown, Texas. Er ist Besitzer des 2016 eröffneten Joey Kramer’s Rockin’ and Roastin’ Cafe in North Attleboro, Massachusetts.